# On Swift Horses
On Swift Horses è un film del 2024 diretto da Daniel Minahan. 
La pellicola è l'adattamento cinematografico del romanzo Cavalli elettrici di Shannon Pufahl.

## Trama
Dopo il suo ritorno dalla guerra di Corea, Lee non vede l'ora di cominciare una nuova vita con la moglie Muriel, ma i piani cambiano con l'arrivo di suo fratello Julius. Mentre Muriel vorrebbe che tutti e tre rimanessero insieme in California, Julius va a Las Vegas, dove intraprende una relazione con il collega Henry. Rimasta a San Diego, Muriel mette in discussione la propria sessualità e comincia a giocare d'azzardo.

## Produzione
Nel luglio 2021 è stato annunciato che Peter Spears e Daniel Minahan avrebbero realizzato un adattamento cinematografico del romanzo di Shannon Pufahl.
Le riprese sono iniziate a Los Angeles il 28 febbraio 2023.

## Promozione
Il primo trailer è stato diffuso il 13 febbraio 2025.

## Distribuzione
Il film è stato presentato in anteprima assoluta il 7 settembre 2024 al Toronto International Film Festival. La distribuzione nelle sale statunitensi è prevista per il 25 aprile 2025.

## Accoglienza
Su Rotten Tomatoes, il 63% delle 19 recensioni della critica sono positive, con una valutazione media di 5,9/10. Metacritic, che utilizza una media ponderata, ha assegnato al film un punteggio di 68 su 100, basato su otto critici, indicando recensioni "generalmente favorevoli".